# Ангіогенез

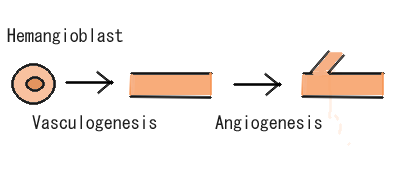
Процес ангіогенезу після васкулогенезу

Ангіогенез — це фізіологічний процес, завдяки якому нові кровоносні судини утворюються з уже існуючих судин. Це складне і суворо регульоване явище відіграє ключову роль у різних аспектах біології, включаючи ембріональний розвиток, відновлення тканин, загоєння ран, чи, з іншого боку, в патогенезі численних захворювань, таких як онкопатології і серцево-судинні захворювання.

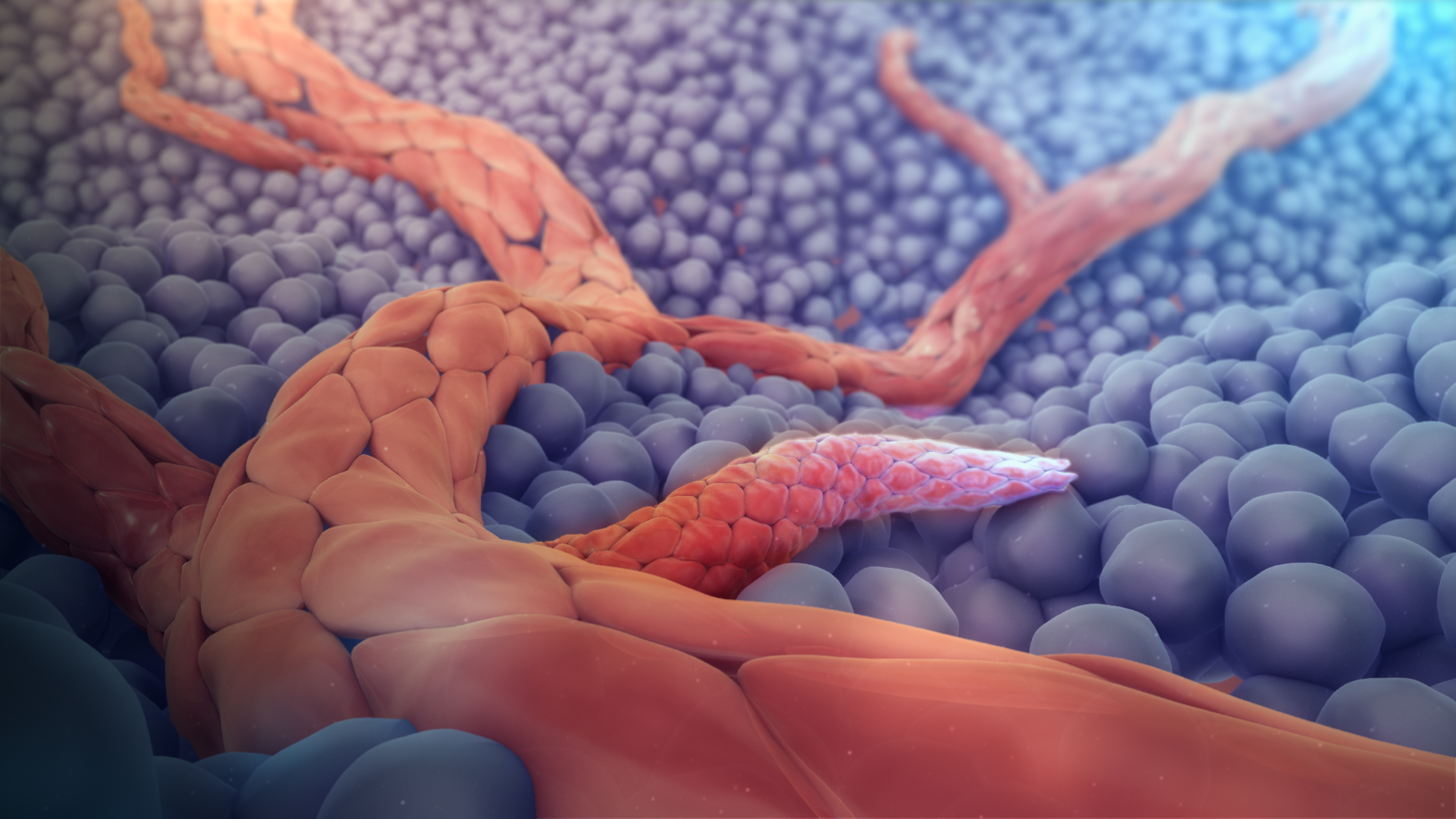
Нові кровоносні судини утворюються з уже існуючих судин.

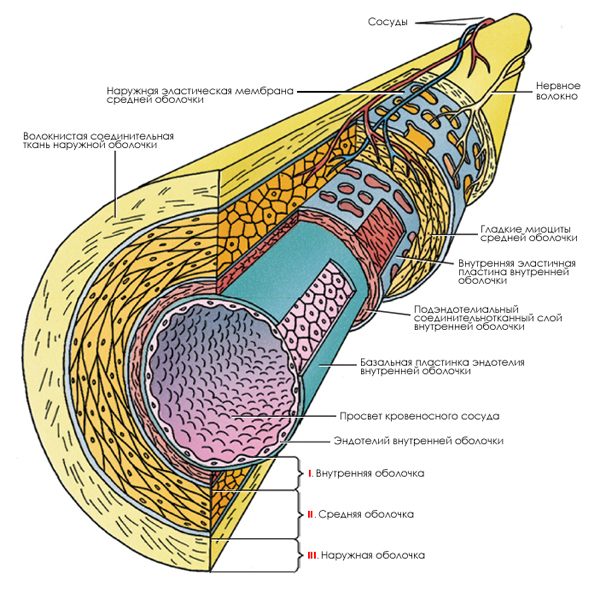
Схематичний розріз артерії

Ангіогенез включає серію організованих кроків, які призводять до формування функціональних кровоносних судин. Процес регулюється балансом проангіогенних (стимулюючих) і антиангіогенних (гальмівних) сигналів. Ключові клітинні гравці включають ендотеліальні клітини (ЕК), які вистилають внутрішню частину кровоносних судин, і безліч сигнальних молекул, таких як фактор росту ендотелію судин (VEGF), фактор росту фібробластів (FGF), ангіопоетини та інші.

## Кроки
- Ініціація: ангіогенез починається з вивільнення проангіогенних факторів у відповідь на різні стимули, такі як:
  - Гіпоксія: низький рівень кисню в тканинах через такі фактори, як травма, запалення, ішемія (зменшене кровопостачання) чи оклюзійні тренування[en][3] є основним пусковим механізмом для ангіогенезу. Фактори, викликані гіпоксією (HIF), відіграють вирішальну роль у опосередкуванні реакції на низькі рівні кисню.[4]
  - Запалення: хронічне або гостре запалення є потужним стимулом для ангіогенезу. Запальні цитокіни та хемокіни, що вивільняються під час імунної відповіді, можуть сприяти залученню та активації ендотеліальних клітин.[5][6]
  - Пошкодження тканин: фізичні травми, такі як рани, опіки або хірургічні розрізи, можуть призвести до вивільнення факторів росту та цитокінів, які ініціюють ангіогенез як частину процесу відновлення тканин.[7]
  - Хімічні фактори: різні хімічні сигнали, такі як фактори росту (наприклад, VEGF, фактор росту фібробластів, тромбоцитарний фактор росту[en]) і цитокіни (наприклад, фактор некрозу пухлини-альфа), можуть безпосередньо стимулювати ендотеліальні клітини для ініціації ангіогенезу.[8][9][10] Різноманітні біоматеріали[11] і наноматеріали[12] досліджуються в біомедичній інженерії на предмет регуляції ангіогенезу для тканинної інженерії.
  - Гормони: такі гормони, як естроген і прогестерон, можуть індукувати ангіогенез у репродуктивних тканинах[13], а інсуліноподібні фактори росту (IGF-1, IGF-2) беруть участь у сприянні ангіогенезу.[14]
  - Фізичний стрес: механічне навантаження або пошкодження кровоносних судин, наприклад напруга зсуву від турбулентного кровотоку, може індукувати ангіогенез для відновлення та реконструкції пошкоджених стінок судин.[15]
  - Білки позаклітинного матриксу: Зміни в складі та жорсткості позаклітинного матриксу можуть впливати на ангіогенез. Такі білки, як фібронектин, колаген і матричні металопротеїнази, можуть регулювати поведінку ендотеліальних клітин.[16]
  - Генетичні фактори: мутації або зміни в генах, пов’язаних з ангіогенезом, наприклад ті, що впливають на шлях HIF[4], можуть призвести до неконтрольованого ангіогенезу навіть за відсутності зовнішніх подразників, або можуть бути використані в регенеративній медицині.[17]
  - Поживні та метаболічні фактори: дисбаланс у доступності поживних речовин, таких як глюкоза або амінокислоти, може впливати на ангіогенез, як і зміни в клітинному метаболізмі.[18]
  - Старіння: вікові зміни в тканинах, включаючи зниження щільності кровоносних судин, можуть призвести до проангіогенної реакції для відновлення гомеостазу тканин.
  - Зростання пухлини: пухлини потребують кровопостачання для тривалого росту. Пухлинні клітини виділяють ангіогенні фактори, такі як фактори росту ендотелію судин (VEGF), щоб індукувати утворення кровоносних судин поблизу, забезпечуючи поживними речовинами та киснем пухлину.[19]
  - Інфекційні агенти: певні патогени, такі як віруси або бактерії, можуть стимулювати ангіогенез як частину свого життєвого циклу або сприяти їхньому виживанню в тканинах господаря.
  - Терапевтичні втручання: певні медичні процедури, наприклад променева терапія[20] або трансплантація тканин, можуть індукувати ангіогенез як частину процесу загоєння.
  - Епігеномний контроль: в порівняльному дослідженні, опублікованому в 2022 році у npj Regenerative Medicine, було встановлено, що посилена експресія рецептора 2 судинного ендотеліального фактора росту (VEGFR2) опосередковує високоангіогенний фенотип Індукованих плюрипотентних ендотеліальних клітин, отримані з стовбурових клітин, через регуляцію ферментів гліколізу, формування філоподій, опосередковану VEGF міграцію та міцне проростання. Команда дослідників виявила, що підвищена експресія VEGFR2 епігенетично регулюється за допомогою внутрішнього ацетилювання гістону 3 на лізині 27 гістонацетилтрансферазою P300.[21]
  - Фізичні вправи: фізична активність може стимулювати ангіогенез у скелетних м’язах для підтримки підвищених метаболічних потреб під час тренувань.[22][23]
- Активація ендотеліальних клітин: ендотеліальні клітини в існуючих кровоносних судинах активуються, що призводить до змін у їх поведінці. Вони послаблюють свої зв'язки з сусідніми клітинами і мігрують до джерела проангіогенних сигналів.[8]
- Проліферація: активовані ендотеліальні клітини проліферують, утворюючи паросток, який тягнеться до подразника.
- Формування трубчастої структури: кілька паростків можуть зливатися разом, утворюючи примітивну трубчасту структуру, відому як капілярний паросток.[24]
- Формування просвіту: ці трубчасті структури розвиваються далі, зрештою утворюючи центральний просвіт, який забезпечує потік крові.
- Стабілізація та дозрівання: перицити та гладком’язові клітини залучаються, щоб оточити новоутворені судини, забезпечуючи структурну підтримку та стабільність.
- Ремоделювання: Судинна мережа піддається реконструкції, щоб створити організовану та функціональну систему кровообігу.

## Значення
Ангіогенез необхідний для різних фізіологічних процесів, включаючи ембріональний розвиток і загоєння ран. Однак порушення регуляції ангіогенезу причетне до багатьох захворювань, наприклад, онкопатологій, де надмірний ангіогенез підтримує ріст пухлини.

## Терапевтичні наслідки
Націлювання на ангіогенез стало значним напрямком медичних досліджень і розробки ліків. Антиангіогенні методи лікування, такі як використання моноклональних антитіл або інгібіторів малих молекул, були розроблені для придушення надмірного утворення кровоносних судин при таких захворюваннях, як рак.
Ангіогенез є одним з головних викликів сучасної регенеративної медицини, через його роль у відновленні та регенерації тканин. Він сприяє загоєнню тканин, доставляючи кисень, поживні речовини та імунні клітини до пошкоджених місць, сприяючи загоєнню ран. Крім того, ангіогенез посилює функціональне відновлення після пошкодження тканин, наприклад інфарктів або інсультів, шляхом відновлення кровотоку. Цей процес є ключовим у тканинній інженерії, гарантуючи, що сконструйовані тканини мають функціональну судинну мережу. Крім того, терапія, що індукує ангіогенез, лікує ішемічні стани, включаючи захворювання периферичних артерій та ішемію міокарда, шляхом утворення нових кровоносних судин та відновлення тканин.